# Élection gouvernorale de 2003 en Louisiane
L'élection du gouverneur de Louisiane de 2003 a lieu les 4 octobre et 15 novembre 2003.
Bobby Jindal (républicain), ancien secrétaire adjoint à la santé et aux services sociaux des États-Unis, arrive en tête à l'issue de la primaire, toutefois sans obtenir la majorité des suffrages. Il affronte donc lors d'un ballotage la lieutenant-gouverneure sortante, Kathleen Blanco (démocrate), arrivée deuxième lors de la primaire.
Blanco est élue à l'issue du ballotage, obtenant 51,95 % des suffrages. Elle fait alors basculer l'État dans le camp démocrate.

## Contexte
Mike Foster (républicain) a été élu en 1995 et réélu en 1999, sans être mis en ballotage. Après deux mandats accomplis, il ne peut constitutionnellement pas se représenter.
Si la Louisiane a longtemps été un bastion du parti démocrate, à partir des années 1870, elle a commencé à basculer vers le parti républicain, ayant notamment voté pour le républicain George W. Bush à l'élection présidentielle américaine de 2000.

## Mode de scrutin
La Louisiane possède un mode de scrutin particulier quant à l'élection du gouverneur de l'État, mis en place en 1978. Tous les candidats, tous partis confondus, s'affrontent ainsi lors d'une primaire dite « primaire de Louisiane » ou encore « primaire de la jungle », qui s'apparente à un, premier tour. Si un candidat obtient la majorité absolue des suffrages lors de la primaire, il est immédiatement élu. Dans le cas contraire, les deux candidats arrivés en tête, quel que soit leur parti, s'affrontent lors d'un second tour dont le vainqueur est déclaré élu.

## Primaire

### Candidats
| Candidat | Candidat               | Parti       | Fonction politique |
| -------- | ---------------------- | ----------- | --- |
|          | Alan Allgood           | Républicain | |
|          | Dat Barthel            | Démocrate   | Homme d'affaires |
|          | Kathleen Blanco        | Démocrate   | Lieutenant-gouverneure de Louisiane (depuis 1996) Membre de la Commission du service public de Louisiane (1989-1996) Représentante de Louisiane pour le 45e district (1984-1989) |
|          | Quentin R. Brown, Jr.  | Indépendant | |
|          | Hunt Downer            | Républicain | Représentant de Louisiane pour le 52e district (depuis 1976) Président de la Chambre des représentants de Louisiane (1996-2000)                                                  |
|          | J. D. Estilette        | Indépendant | |
|          | Randy Ewing            | Démocrate   | Président du Sénat de Louisiane (1996-2000) Sénateur de Louisiane pour le 35e district (1988-2000)                                                                               |
|          | Richard Ieyoub         | Démocrate   | Procureur général de Louisiane (depuis 1992) |
|          | Bobby Jindal           | Républicain | Secrétaire adjoint à la santé et aux services sociaux des États-Unis (2001-2003)                                                                                                 |
|          | J. E. Jumonville Jr.   | Démocrate   | Sénateur de Louisiane pour le 17e district (1976-1992) |
|          | Patrick Landry         | Indépendant | Artiste |
|          | Buddy Leach            | Démocrate   | Représentant des États-Unis pour le 4e district de Louisiane (1979-1981) |
|          | Eddie Mangin           | Indépendant | |
|          | Richard McCoy          | Démocrate   | |
|          | Fred Robertson         | Démocrate   | |
|          | John M. Simoneaux, Jr. | Indépendant | |
|          | Mike Stagg             | Démocrate   | |

### Résultats
| Candidats | Candidats              | Parti       | Voix      | %         |
| --------- | ---------------------- | ----------- | --------- | --------- |
|           | Bobby Jindal           | Républicain | 443 389   | 32,54     |
|           | Kathleen Blanco        | Démocrate   | 250 136   | 18,36     |
|           | Richard Ieyoub         | Démocrate   | 223 513   | 16,40     |
|           | Buddy Leach            | Démocrate   | 187 872   | 13,79     |
|           | Randy Ewing            | Démocrate   | 123 936   | 9,10      |
|           | Hunt Downer            | Républicain | 84 718    | 6,22      |
|           | J. E. Jumonville Jr.   | Démocrate   | 13 410    | 1,25      |
|           | Alan Allgood           | Républicain | 7 866     | 0,58      |
|           | Dat Barthel            | Démocrate   | 7 338     | 0,54      |
|           | Patrick Landry         | Indépendant | 7 195     | 0,53      |
|           | Eddie Mangin           | Indépendant | 6 745     | 0,50      |
|           | J. D. Estilette        | Indépendant | 6 439     | 0,47      |
|           | John M. Simoneaux, Jr. | Indépendant | 3 280     | 0,24      |
|           | Quentin R. Brown, Jr.  | Indépendant | 2 414     | 0,18      |
|           | Mike Stagg             | Démocrate   | 1 667     | 0,12      |
|           | Richard McCoy          | Démocrate   | 1 513     | 0,11      |
|           | Fred Robertson         | Démocrate   | 1 093     | 0,08      |
|           |                        |             |           |           |
| Total     | Total                  | Total       | 1 362 524 | 1 362 524 |

## Ballotage

### Résultats
| Candidats | Candidats       | Parti       | Voix      | %         |
| --------- | --------------- | ----------- | --------- | --------- |
|           | Kathleen Blanco | Démocrate   | 731 358   | 51,95     |
|           | Bobby Jindal    | Républicain | 676 484   | 48,05     |
|           |                 |             |           |           |
| Total     | Total           | Total       | 1 407 842 | 1 407 842 |